# 김도현 (1966년)
김도현(金道鉉, 1966~현재)는 대한민국의 전직 외교관이다.

## 생애
대전광역시 태생이며, 서울대학교 경영학과를 졸업하고 외무고시 제27회에 합격하여 외교관 생활을 시작하였다. 참여정부 시절 큰 논란이 되었던 "자주파-동맹파 갈등" 사태 당시 같은 부서의 상관이였던 조현동 북미3과장이 노무현 대통령에 대한 폄하 발언을 한 사실을 청와대에 투서를 냈다. 이 결과로 조현동 과장은 보직해임당하였고, 윤영관 외교통상부 장관이 경질되고, 위성락 북미국장이 전보조치를 당했다. 이후 러시아, 우크라이나, 크로아티아 등에서 근무하다가 기획재정부 남북경제과장을 끝으로 공직생활을 마쳤다. 이후 삼성전자에서 임원으로 근무하다가 2018년 문재인 정부에서 베트남 특임대사로 임명 이후 주베트남 대사로 활동하였다. 2019년에 청탁금지법 및 대사관 직원 폭언 사건으로 해임을 당하였으나, 해임 취소 소송에서 항소하였다. 2024년에는 소나무당에 인재 영입으로 가입하였으며, 비례대표 6번으로 후보에 올랐다.

## 학력
- 대신고등학교 졸업
- 서울대학교 경영대학 학사
- 케임브리지 대학교 역사학 석사

## 경력
- 해군사관학교 교수요원
- 외교통상부 경제협력1과 사무관
- 외교통상부 북미국 서기관
- 주이라크 대사관 1등서기관
- 주러시아대사관 1등서기관[7]
- 주우크라이나 대사관 참사관
- 여수세계박람회 조직위원회 파견
- 기획재정부 남북경제과장[8][9]
- 삼성전자 글로벌협력그룹장
- 삼성전자 무선사업부구주·CIS 담당 임원[10]
- 주베트남 특임대사[11][12]